# Thonon Chablais Handibasket
Le Thonon Basket Handisport, renommé Thonon Chablais Handibasket, est l'équipe de handibasket de Thonon-les-Bains.

## Histoire
Le club est créé en 1974 et accède dès 1977 à la Nationale 2. Il accède à la Nationale A en 2014 et compte dans ses rangs plusieurs anciens ou actuels internationaux. 
Le club remporte la Coupe de la Commission en 2013 en s'imposant face à l'équipe réserve du CS Meaux qui évoluait deux divisions plus bas (en Nationale 2) et partait avec 20 points d'avance.
L'équipe termine le premier tour du championnat de France Nationale 1B 2013-2014 à la première place, il est promu en Nationale 1A pour la saison 2014-2015. Les 17 et 18 mai suivant se déroule à Clichy le final four du championnat. Thonon échoue en finale face aux locaux,,. La défaite est amère et l'humiliation est double puisque le week-end suivant, Thonon s'incline à nouveau face à Clichy, cette fois lors de la 1/2 finale de la Coupe de la Commission, à domicile, et perd ainsi son titre.
La saison 2016-2017 sera la dernière saison pour le l'équipe de Thonon qui finit à la 9ème place, et qui est reléguée en ligue nationale B. De nombreux joueurs s'engagent dans d'autres clubs pour la saison suivante, et le Thonon Chablais Handibasket renonce à la compétition.

## Palmarès
National,

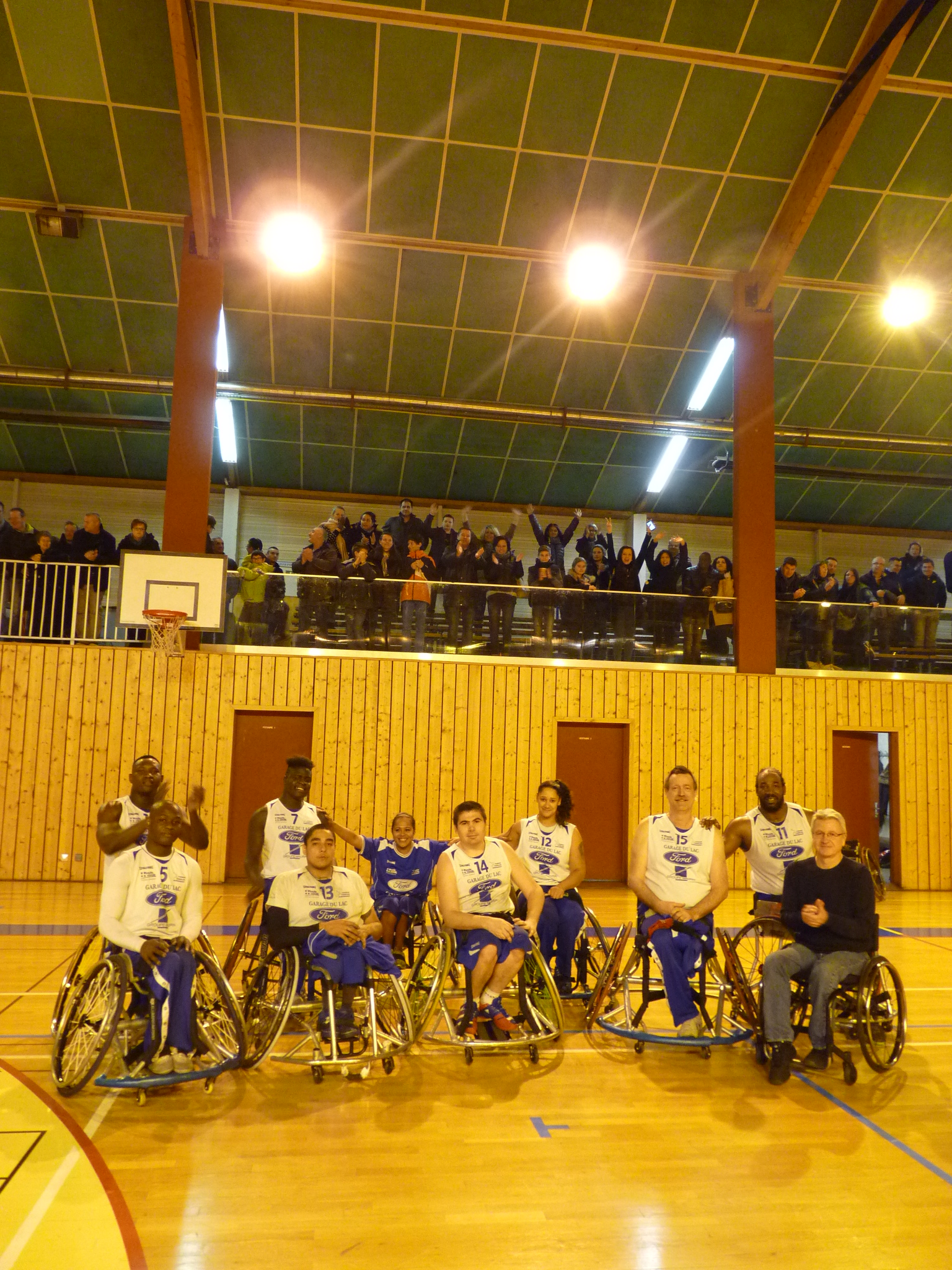
Photo d'équipe prise juste après la victoire face à Clichy le 5 mars 2016.

- Championnat de France de Nationale 1A :
  - Première accession lors de la saison 2014-2015
- Championnat de France de Nationale 1B :
  -  Vice-champion en 2014
  -  3e place en 1989
- Championnat de France de Nationale 1C :
  -  Vice-champion en 2009
- Championnat de France de Nationale 2 :
  -  Vice-champion en 1982
  -  3e place en 1983
- Championnat de France de Nationale 3 :
  -  3e place en 2000
- Coupe de France de la Commission[10] : 2013
- Coupe Rhône-Alpes : 1991, 2003, 2004, 2009